# Athripsodes cinereus
Athripsodes cinereus là một loài Trichoptera trong họ Leptoceridae. Chúng phân bố ở miền Cổ bắc.
- Tư liệu liên quan tới Athripsodes cinereus tại Wikimedia Commons